# Wavre-i csata
A wavre-i csata volt az utolsó katonai akció a waterlooi csata előtt 1815. június 18-19-én Johann von Thielmann porosz tábornok és Grouchy francia marsall seregei között. A csatában a poroszok meghátráltak ugyan a nagyobb francia sereg nyomása alatt, de elég ideig ellenálltak. Ez elég időt biztosított Blücher porosz tábornoknak, hogy időben odaérjen a waterlooi csatába és megfordítsa a csata sorsát.

## Előzmények
Grouchy lovassága kora délután kezdte el keresni a poroszokat, és kutatni az után, hogy tudnak-e egyesülni Wellington seregével. Lassította őket az esőzés, ami eltartott egész délutántól estig. A francia tábornok nem tudta, hogy merre mozog a porosz fősereg, arról kapott híreket, hogy egy részük Wavre felé tart, de az a hír is elérte, hogy az előző napon 8000 fő dezertált Liège irányába.

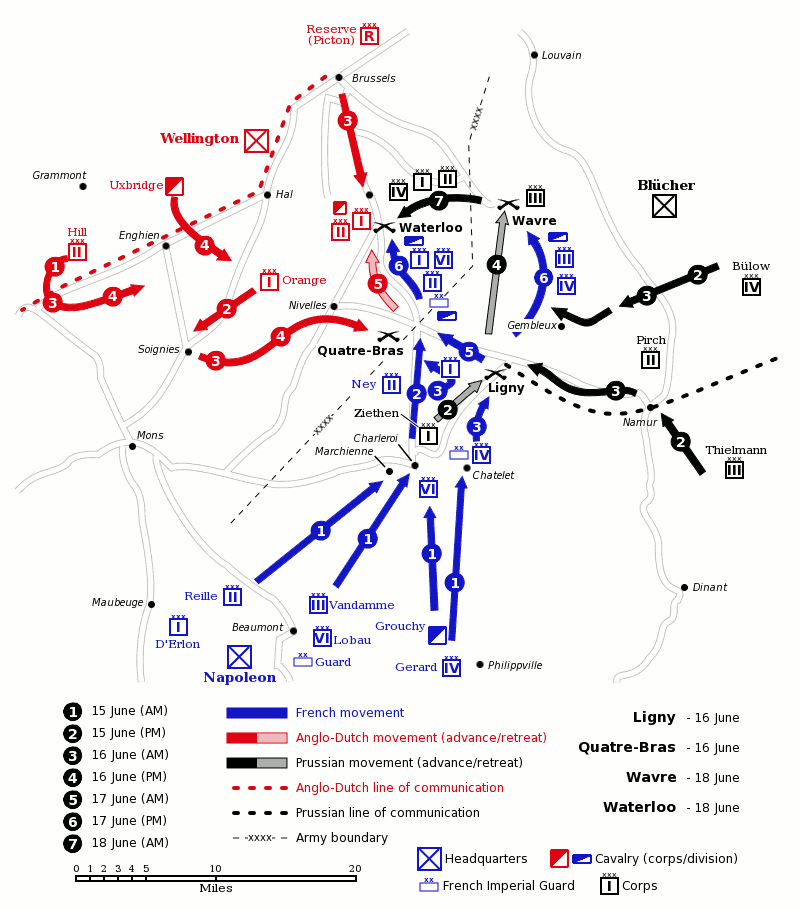
A csatát megelőző hadműveletek térképe

## A csata
A waterlooi csatával egyidőben Grouchy  Walhainban, tizenöt kilométerre Wavre-tól délre tartózkodott, egy dilemma kellős közepén. Reggel 10 órakor Napóleon Soult marsallal sürgönyzött neki. Soult ezt írta:
"Hadmozdulatait Wavre felé kell irányítania, hogy egyre közeledjen hozzánk. Velünk összhangban tevékenykedjen, maga előtt tolva a porosz hadsereget, amely elfoglalta azt az utat, és amely valószínűleg Wavre-ban tartózkodik. Amilyen gyorsan csak lehet, érkezzen meg oda!"
Soult bizonytalansága újból kiderül a távirat félreérthető megfogalmazásából. Napóleon azt akarta, hogy Grouchy Blücher oldalában helyezkedjen el, és tartsa távol a poroszokat Waterlootól, hogy a császár addig győzelmet vívhasson ki Wellington ellenében. Grouchy azonban - miként korábban Ney - félreértette Soult kétértelmű utasításait. Mire a sürgönyt megkapta, a poroszok már Wellington segítségére indultak. Bírálói  azt vetik Grouchy szemére, hogy mikor meghallotta a bevezető ágyúzást Waterloo irányából, meg kellett volna fogadnia tábornokai sürgetését, és oda kellett volna vonulnia. De a  császár közvetítőjétől érkezett parancs nem ez volt!
Gneisenau tábornok, a porosz vezérkari főnök, mikor megtudta, Grouchy hadteste rátámadt a Thielmann tábornok vezette hátvédjükre. akik éppen elhagyták Wavre-ot, ezt mondta: "Keveset számít, hogy Thielmann vereséget szenved-e Wavre-nál, feltéve ha itt győzni tudunk"
Késő délután, amikor Napóleon a legsúlyosabb küzdelmét vívta Waterloonál Wellington ellen, Grouchy átkelt a Dyle folyón, hogy felkészüljön a porosz erők megtámadására Wavre és Limale között. Vandamme francia tábornok kezdte el a harcot délután 4 órakor gyors támadással hozzálátott a híd elfoglalásához. Grouchy ekkor kapta meg Soult parancsát, hogy induljon Wavre felé. Egy lovas és egy gyalogos hadosztály indult a bierges-i hídhoz, amit az első Kurmark Landwehr Regiment védett a híd falábai közé húzódva a franciák ágyútüzében megpróbálta azt helyreállítani. A Kurmarker regiment a Wavre-i kőhid jobb partját tartotta egy kis ideig, Vandamme erőinek idejét elpocsékolva ezzel. Aztán a franciák megrohamozták a hidat, átkeltek rajta, hogy aztán elkeseredett utcai harcokba bocsátkozzanak.A 11. Kurmark hadosztály az első segítségére sietett és visszavetette a franciákat a hídon. A franciák megújult rohammal benyomultak az utcákba, célpontjaivá válva az utca szélén lesben álló első és harmincadik ezred lövészeinek. A franciák bajonettre váltottak és ismét átkúsztak a hídon. Ez a "mérleghinta"-szerű csata estig folytatódott. A franciák késői támadása Bas-Wavre-nél nem sok sikerrel járt. A poroszok egy másik ezredet és három ágyút küldtek ki a hídhoz. Porosz huszárok érkeztek Bas-Wavre déli fahídjához. Lefol támadása a bierges-i híd ellen sem bizonyult sikeresebbnek, megakasztotta a sár és a II Muskétás/6. Kurmark Landwehr seregrésszel és lovassággal megerősített 31. porosz ezred.
Soult francia marsall délután egy órakor küldte a táviratot, hogy Grouchy gyorsan csatlakozzon Napóleon erőihez, csak délután 6 órakor érkezett Bulow megtámadására. Grouchy azonnal összeszedte erőit és elindult Limale-ba, ahová este 11-kor érkezett meg és Pajol lovasságát a hídért harcban találta. A porosz felderítő lovasság észrevette az erős francia ezred mozgását Limale-ba és a 12. porosz ezred átcsoportosította erőit a térségbe. A poroszok bajonettre váltottak és megpróbálták visszafoglalni Limale-t, de nem jártak sikerrel. Az este ezzel a wavre-i csatával végződött, de előőrs-csatározások még egész éjjel folytak.
Grouchynak sikerült átkelni a Dyle folyón, de a csata Waterloonál már visszavonhatatlanul, végérvényesen elveszett. Az Északi Hadsereg maradéka visszamenekült délre, francia területre és védelembe vonult.
A harcok korán reggel kiújultak, a Limale déli erdőibe kényszerített Thielmann a visszavonulást választotta 9 óra körül. Kis késéssel mindkét tábornok tudomást szerzett Napóleon vereségéről, a porosz tábornok úgy vélte, hogy a hadjárat eldőlt, ezért vonulhat nyugodtan vissza. Grouchy csak később kapta meg a híreket, ezért a porosz visszavonulást látva még először Brüsszel megtámadásának tervére gondolt, aztán viszont saját seregének megsemmisülésének lehetőségére.

## Következmény
Grouchy a waterlooi csata után Namurbe vonult vissza, s miután a szövetségeseket hiába igyekezett visszatartani, hadseregével Párizs felé visszatért. Napóleon  utóbb őt okolta a waterlooi csata elvesztésével és még emlékirataiban is Grouchy-t tüntette fel bűnbak gyanánt.

## Fordítás
- Ez a szócikk részben vagy egészben a Battle of Wavre című angol Wikipédia-szócikk fordításán alapul.  Az eredeti cikk szerkesztőit annak laptörténete sorolja fel. Ez a jelzés csupán a megfogalmazás eredetét és a szerzői jogokat jelzi, nem szolgál a cikkben szereplő információk forrásmegjelöléseként.